# .440 Cor-bon
.440 Cor-bon je krupni pištoljski metak. Kompanija Cor-Bon je uvela metak 1998. Iako više izgleda kao .357 SIG, metku je dodan vrat da bi mogao imati zrno kalibra .44 (10,9 mm). Ovo je relativno uobičajeno u industriji wildcat metaka (izraz kojim se u SAD-u i šire opisuju metci proizvedeni po pojedinačnim specifikacijama, odnosno koji nisu dizajnirani za masovnu proizvodnju i ne predstavljaju standard za proizvodnju streljiva i vatrenog oružja. Takvi metci se obično proizvode kako bi povećali jednu od performansi već postojećeg kalibra.

## Povijest
.50 Action Express je uveden zajedno s pištoljem Desert Eagle 1991., ubrzo nakon toga su se strijelci započeli pitati postoji li alternativa relativno malenom izboru tvorničkog streljiva, te za više osjetljive pucače, trzaju metka .50, ali s više znatno jačom zaustavnom moći od .44 Remington Magnuma. 
Kod dizajniranja .440-ice, Cor-Bon je stvorio metak s lakšim trzajem od .50AE-a, s time da je imao veći prodor, ravniju putanju i veću brzinu napuštanja cijevi nego .50AE i .44RM. Međutim, metak nikad nije ušao u proizvodnju i ostao je prilično skupocjen. Stoga, Magnum Research i Israel Military Industries više ne proizvode Desert Eagle kalibriran za .440 Cor-bon.